# Triaenodes implexus
Triaenodes implexus is een schietmot uit de familie Leptoceridae. De soort komt voor in het Australaziatisch gebied.